# عبدالرحیم رهنما
عبدالرحیم رهنما (متولد ۱۲۵۲ شیراز - درگذشته ۱۳۲۱ تهران) روزنامه‌نگار ایرانی بود.

## زندگی
عبدالرحیم رهنما فرزند حاج میرزا علی‌محمد ملاباشی است. پدرش معلم سلطان حسین میرزا پسر جوان‌مرگ ناصرالدین شاه بود. عبدالرحیم برادری به نام غلامحسین رهنما داشت.
او تحصیلات خود را در دارالعلم شیراز به پایان رساند و بر ادبیات فارسی و علوم معقول و منقول و فقه اسلامی و علم اصول تسلط یافت. در سال ۱۳۲۵ قمری (در ۲۶ جمادی الثانی) و در صدر مشروطیت روزنامه رهنما را در تهران منتشر کرد که یک سال بعد تعطیل شد و مجدداً پس از شهریور ۱۳۲۰ ش به وسیله فرزندش مهدی رهنما انتشار یافت. رهنما پس از برقراری مشروطیت در وزارت عدلیه (دادگستری) به خدمات مهم قضایی اشتغال داشت، که از آن جمله تشکیل عدلیه در استان فارس بود. او همچنین در سال ۱۳۱۱ خورشیدی رئیس استیناف آذربایجان تبریز بوده‌است.
وی در سال ۱۳۲۱ خورشیدی در ۶۹ سالگی در تهران درگذشت.

## یادداشت
1. ↑  شماری از نوادگان زین‌العابدین حائری مازندرانی (از مراجع تقلید کربلا در عصر قاجار) نیز نام‌خانوادگی رهنما داشتند، همچون زین‌العابدین رهنما و پسرانش حمید رهنما و فریدون رهنما، که با خانواده میرزا علی‌محمد ملاباشی نسبتی ندارند.